# Бураков, Константин Спиридонович
Константин Спиридонович Бураков (1938 год − 20 марта 2012 года, Москва) — советский российский геофизик. Доктор физико-математических наук (2000). Лауреат Государственной премии Российской Федерации (2000).
«Внёс неоценимый вклад в развитие археомагнитных исследований, в изучение эволюции магнитного поля Земли последних тысячелетий».

## Биография
В 1961 году завершил обучение на физическом факультете Московского Государственного Университета им. М. В. Ломоносова. В том же году в Институте физики земли им. О. Ю. Шмидта (ИФЗ РАН) — сначала в Борке Некоузский района Ярославская области (Геофизическая обсерватория «Борок»), затем, после нескольких лет, в Москве.
В 1968 году защитил кандидатскую диссертацию «Исследование механизма образования остаточной намагниченности осадочных пород». В 2000 году защитил диссертацию доктора физико-математических наук на тему «Древнее геомагнитное поле по результатам исследования разных видов намагниченности пород и материалов археологических памятников».
В 2000 году за работу «Геомагнитные циклы в истории Земли» сотрудники коллектива Института физики земли им. О. Ю. Шмидта (ИФЗ РАН), в том числе К. С. Бураков, удостоены
государственной премии РФ в области науки и техники.
Скончался 20 марта 2012 года в результате тяжелой болезни